# Paul Passarge
Paul Guido Passarge (* 18. Juni 1851 in Berlin; † 2. Januar 1923 ebenda) war ein deutscher Theaterschauspieler und -regisseur sowie ein Stummfilmschauspieler.

## Leben und Wirken

### Am Theater
Paul Passarge war ein Sohn von Jenny Passarge, später verehelichte Baumann. Über seine frühen Jahre ist derzeit nichts bekannt. Seine ersten Theaterspuren lassen sich frühestens zu einem Zeitpunkt nachweisen, in dem sich der gebürtige Berliner bereits im 40. Lebensjahr befand. Zumeist wirkte Passarge in der Folgezeit an kleinen Spielstätten in der Provinz, wo man ihn auch Regie führen ließ. Folgende Theaterstationen sind laut dem Deutschen Bühnen-Jahrbuch belegt: Ohrdruf (Spielzeit 1890/91), Göttingen (Spielzeiten 1891–1893), Erfurt (1893–1895, dort auch Regie), Neisse (1895/96, auch Regie), Ratibor (1896/97, auch Regie), Wismar (1897–1899, auch Regie), Arnstadt (1899–1902, auch Regie), Elbing (1902/03, auch Regie), Staßfurt (1903/04, auch Regie) und Halberstadt (1904/05, auch Regie). 1905 kehrte Paul Passarge in seine Heimatstadt Berlin zurück. Hier beteiligte er sich an zum Teil winzigen, obskuren Tourneebühnen wie dem Adolf-Behle-Ensemble (1905/06), dem Gastspiel Berliner Bühnenkünstler (1906/07) und dem Unions-Theater (1908/09). Anschließend (1909/10) wirkte Passarge in Burgsteinfurt, ehe er sich zu Beginn der 1910er Jahre dem Pommerschen Städtebundtheater anschloss, wo er nicht nur erneut Regie führte, sondern zeitweilig (bis 1912) auch als stellvertretender Direktor wirkte.

### Beim Film
Seit 1912 band sich Paul Passarge an keine Bühne mehr fest und wirkte seitdem bis kurz vor seinem Tod nur noch als gastierender Künstler. Tourneen führten ihn durch ganz Deutschland. Diese Ungebundenheit gab Passarge seit 1912 auch die Möglichkeit, mit der einen oder anderen Rolle vor die Filmkamera zu treten. Gleich sein Erstling gilt als erster künstlerisch bedeutender Stummfilm Deutschlands: In Max Macks Adaption eines Paul-Lindau-Bühnenstücks, Der Andere, verkörperte Passarge an der Seite von Albert Bassermann die mittelgroße Rolle des Sekretärs Kleinchen. Später sah man Passarge mehrfach als Partner des Spitzenstars Henny Porten, er war aber auch Filmpartner anderer weiblicher Publikumslieblinge wie Fern Andra, Mia May, Ossi Oswalda, Lotte Neumann, Lya Mara und Mady Christians. In diesen kleinen bis mittelgroßen Rollen wurde er mal als Vater, mal als Subalterner wie Diener, Arbeiter, Pförtner oder Prokurist besetzt, seltener als hochgestellte Persönlichkeit wie etwa als Geheimrat oder als Professor. In seinem letzten Film Die Uhr verkörperte Paul Passarge die Schlüsselrolle des Uhrmachers Weigel. Er starb zu Jahresbeginn 1923 in seiner Wohnung in Berlin-Neukölln.
Von 1918 bis zu seinem Tod war Passarge mit seiner Berufskollegin Wanda Manthey verheiratet.

## Filmografie
- 1913: Der Andere
- 1913: Bismarck
- 1915: Der Mann mit der leuchtenden Stirn
- 1916: Die Bettelprinzessin
- 1916: Der Mann mit der leuchtenden Stirn (Kurzfilm)
- 1916: Bummelstudenten
- 1916: Der Schmuck der Herzogin
- 1916: Zaubertropfen
- 1916: Friedrich Werders Sendung
- 1916: Die Wäscher-Resl
- 1917: Das Teufelchen
- 1917: Christa Hartungen
- 1917: Tuberosen
- 1917: Die Krone von Kerkyra
- 1917: Klein Doortje
- 1917: Die Memoiren des Satans, 1. Teil: Dr. Mors
- 1918: Das Spiel vom Tode
- 1918: Das Adoptivkind
- 1918: Agnes Arnau und ihre drei Freier
- 1918: Nordlicht
- 1918: Der Ring der drei Wünsche
- 1918: Drohende Wolken am Firmament
- 1918: Der fremde Fürst
- 1919: Irrungen
- 1919: Das Schwabemädle
- 1919: Fidelio
- 1919: Die beiden Gatten der Frau Ruth
- 1919: Das goldene Buch
- 1919: Los vom Weibe
- 1919: Arme Thea
- 1920: Romeo und Julia im Schnee
- 1920: Die Wölfin
- 1920: Wenn Colombine winkt
- 1920: Die sieben Gesichter
- 1920: Frauen vom Gnadenstein
- 1921: Die Gebieterin von Saint Tropez
- 1921: Der Leidensweg der Inge Krafft
- 1921: Das begrabene Ich
- 1921: Das Mädel von Piccadilly (2 Teile)
- 1921: Die Glocke, 2. Teil
- 1922: Der Paradiesapfel
- 1922: Die Uhr